# Capela do Alto
Capela do Alto é um município brasileiro do estado de São Paulo situada na Região Metropolitana de Sorocaba, na Mesorregião Macro Metropolitana Paulista e na Microrregião de Sorocaba. Sua população estimada em 2019 era de 20,706 habitantes. O município é formado pela sede e pelo distrito de Porto.

## Toponímia
Justificando o nome da cidade, sabe-se que os habitantes das margens do rio Sarapuí, usavam da expressão "vamos à capela do alto", quando desejavam ir até a "capelinha" erguida defronte à Rua Santa Cruz (hoje Rua do Cruzeiro) parte mais alta do povoado. Esta expressão generalizouse para finalmente denominar de vez a identidade do povoado que surgia. Segundo se sabe, houve uma eleição para a escolha desse nome, que teria também as seguintes opções: "Cruz do Monge", "Capelândia", "Guarapiranga", "Duartinópolis", "Itarassú", "Ipanemápolis", "Minerápolis", "Menklândia", "Capanema".
Após a realização dessa eleição, sabe-se que o nome escolhido Capela do Alto, venceu por uma diferença de cinco votos entre os votantes, que não eram em grande quantidade. 

## História
A formação de Capela do Alto, de origem relativamente recente, foi impulsionada pela chegada de imigrantes alemães, principalmente após a Segunda Guerra Mundial, mas contou também com famílias que já se encontravam fixadas na região. O povoado era local de passagem de tropeiros procedentes do Sul do país. Tornou-se distrito em 30 de dezembro de 1953, do município de Araçoiaba da Serra, conquistando sua autonomia municipal em 26 de Março de 1965. 
Não há dados exatos dos fundadores de Capela do Alto, sendo portanto lendária sua história e segundo se sabe, Capela do Alto foi fundada pelas famílias Menck, Wincler, Plens, Popst e outros que vieram da Europa para trabalhar na exploração e fundição de ferro na fábrica do morro do Ipanema.
Portanto, há muitas controvérsias, contos e lendas sobre a verdadeira história de fundação de Capela do Alto. Contudo, sabe-se de concreto que o início da cidade está intimamente ligada à atividade tropeira e também aos trabalhos de evangelização dos Padres Jesuítas.
Oficialmente se conhece que as terras onde surgiria Capela do Alto, eram utilizadas como pouso dos tropeiros que vinham do sul do País para comercializar seus muares, nas famosas feiras de Sorocaba. Nesta época, conta-se que ocorreram um tríplice crime, erguendo-se no local três cruz. Posteriormente, um monge vindo das terras do Ipanema, ergueu no local mais onze cruz, totalizando assim 14 cruz que serviram até 1.960, para a realização da Via Sacra durante a Quaresma. Esse local foi denominado por Cruzeiro, situando-se defronte à antiga Igreja Nossa Senhora das Dores. Surgimento do Povoado de Capela do Alto
Conta-se que esse monge vindo das terras do Ipanema possuía poderes extraordinários, tanto é que o local onde este morava, a pedra sob a qual dormia, foi visitado por inúmeros capelenses. Conta-se também que os alemães vieram explorar ferro, ouro e prata nas fraldas do Ipanema. Constatada no entanto a quase inexistência destes metais, embrenharam-se pelo sertão, estabelecendo-se onde hoje é Capela do Alto, que já contava com um pouso de tropeiros.
De lenda e lenda, de história em história, aos poucos foi se formando a cidadezinha, beneficiada pela estrada São Paulo-Paraná, que ligava Sorocaba à Itapetininga, que se tornou a rua principal da cidade. No ano de 1.950, criou-se o Distrito Policial de Capela do Alto e em 1.954, foi criado o Distrito de Paz, sendo seu primeiro titular o Sr. Heleno Lopes Plens, que viria a ser mais tarde o primeiro Prefeito Municipal. Data bastante significativa na história capelense é o dia 20 de junho de 1.954, quando se inaugurava, na gestão do Prefeito de Araçoiaba da Serra, Sr. Francisco Pássaro, a energia elétrica no então Distrito de Capela do Alto. 

### Formação territorial-administrativa
Histórico da formação do município:
- Distrito criado com a denominação de Capela do Alto, por lei estadual nº 2.456, de 30/12/1953, subordinado ao município de Araçoiaba da Serra.
- Foi criado pela Lei Estadual 8.050, de 31 de dezembro de 1963, com redação final dada pela Lei 8.092, de 28 de fevereiro de 1964, tendo sido instalado em 26 de março de 1.965, em sessão solene presidida pelo MM. Juiz Eleitoral da Comarca de Sorocaba.

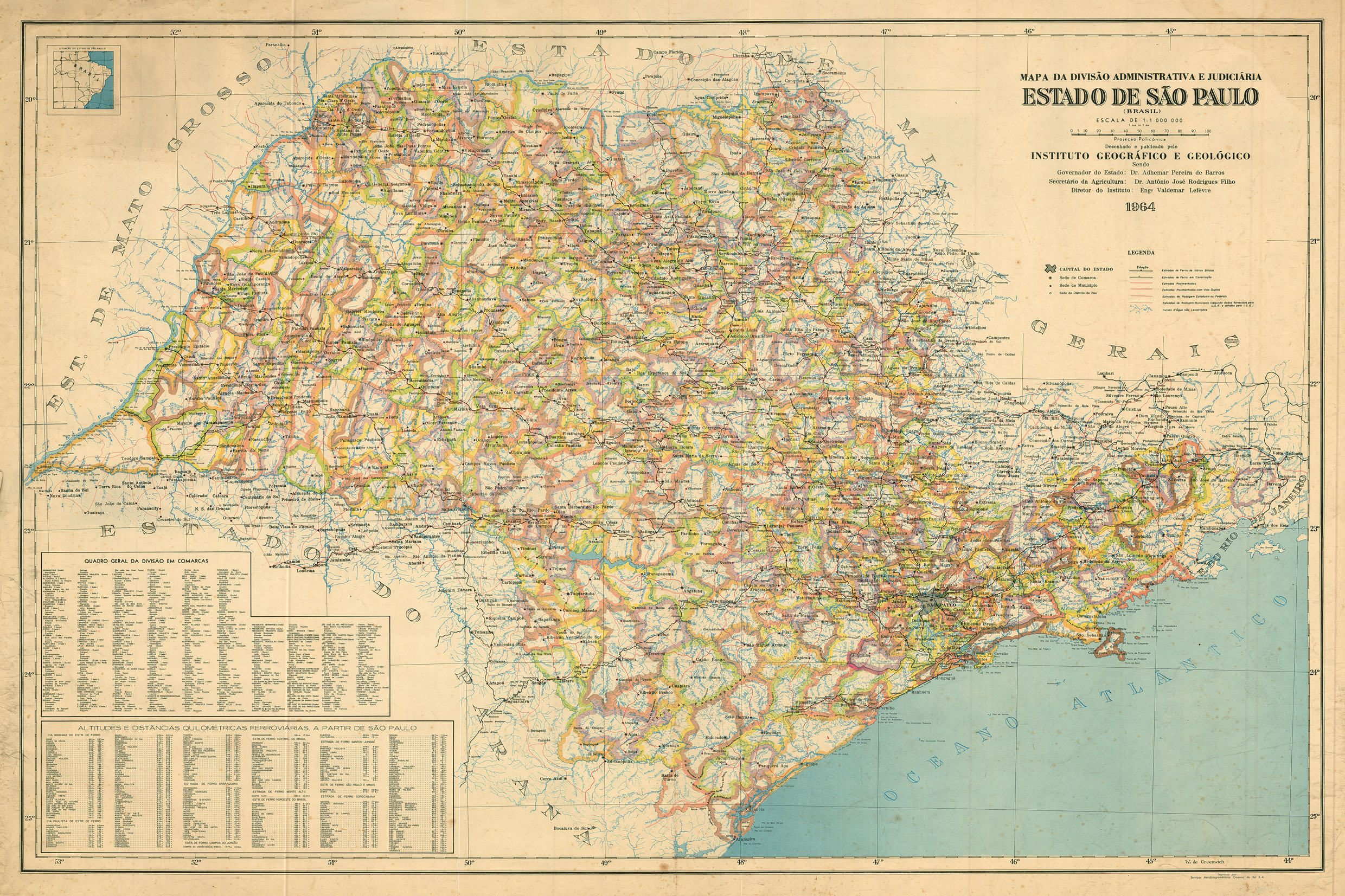
Estado de São Paulo (1964).

## Geografia
Localiza-se a uma latitude 23º28'14" sul e a uma longitude 47º44'05" oeste, estando a uma altitude de 625 metros.

### Hidrografia
- Rio Sarapuí

### Rodovias
- SP-141
- SP-268
- SP-270

## Demografia

### População
| Crescimento populacional                             | Crescimento populacional | Crescimento populacional | Crescimento populacional |
| Ano                                                  | População Total          |                          | %±                       |
| ---------------------------------------------------- | ------------------------ | ------------------------ | ------------------------ |
| 1970                                                 | 4 872                    |                          | —                        |
| 1980                                                 | 7 393                    |                          | 51,7%                    |
| 1991                                                 | 10 771                   |                          | 45,7%                    |
| 2000                                                 | 14 247                   |                          | 32,3%                    |
| 2010                                                 | 17 532                   |                          | 23,1%                    |
| 2022                                                 | 22 866                   |                          | 30,4%                    |
| Est. 2024                                            | 23 597                   | [ 10 ]                   | 3,2%                     |
| Fontes: Censos Demográficos IBGE e Estimativas SEADE |                          |                          |                          |

## Política e administração
- Prefeito:   Henrique Daniel Leme PSD
- (2025-2028)
- Vice-prefeito: Josue Correia Meneguetti REPUBLICANOS
- Presidente da câmara: Léonardo Benedito Galavotti PP (2023-2024)

## Infraestrutura

### Comunicações
O sistema de telefones automáticos foi inaugurado na cidade em 1977 pela Telecomunicações de São Paulo (TELESP), que também implantou o sistema de discagem direta à distância (DDD) em 1979 com o código de área (0152). Anteriormente a cidade era atendida pela Companhia de Telecomunicações do Estado de São Paulo (COTESP).
Na década de 90 o código DDD da cidade foi alterado para (015), para padronização do sistema telefônico com a telefonia celular que estava sendo implantada em todo o estado.

## Religião
No município de Capela do Alto, a fé católica é presente, além de também no município ter outras manifestações religiosas como às evangélicas, espíritas e de matrizes africanas.
O Cristianismo se faz presente na cidade da seguinte forma:

### Igreja Católica
A Paróquia São Francisco de Assis faz parte da Diocese de Itapetininga. É formada pela Igreja Matriz e suas 20 Comunidades:
- Comunidade Matriz São Francisco de Assis - Centro
- Santuário Paroquial Mãe e Rainha três vezes Admirável - Centro
- Comunidade São Pedro e São Paulo - Jardim Nova Capela
- Comunidade Nossa Senhora de Lourdes - Jardim Maria de Lourdes
- Comunidade São João Batista - Bairro do Culaus
- Comunidade Nossa Senhora do Perpétuo Socorro - Bairro Central Park
- Comunidade Nossa Senhora de Guadalupe - Distrito Industrial
- Comunidade Santo Antônio dos Impossíveis - Bairro do Iperozinho
- Comunidade Santa Terezinha - Bairro do Morro
- Comunidade São José - Bairro do Jutuba
- Comunidade Cristo Rei - Bairro Ipero-mirim
- Comunidade Santo Antônio de Pádua - Bairro do Guarapiranga
- Comunidade São Judas Tadeu - Bairro do Areião
- Comunidade São Roque - Bairro do Cercadinho
- Comunidade Nossa Senhora Aparecida- Bairro do Itarassu
- Comunidade Santa Catarina de Alexandria - Bairro da Barra
- Comunidade Nossa Senhora Rainha da Paz - Bairro do Barreiro
- Comunidade Nossa Senhora da Piedade- Bairro da Canguera
- Comunidade Bom Jesus da Paciência- Distrito do Porto
- Comunidade São João Paulo II - Penitenciaria 1 de Capela do Alto
- Comunidade Sagrada Família - Bairro do Capanema

### Igrejas Evangélicas
Entre as igrejas protestantes históricas, pentecostais e neopentecostais, encontram-se na cidade:
- Assembleia de Deus Ministério do Belém.[21][22]
- Congregação Cristã no Brasil.[23]
- Primeira Igreja Batista em Capela do Alto
- Igreja Universal do Reino de Deus
- Igreja do Evangelho Quadrangular
- Igreja Batista do Novo Mandamento
- Igreja Mundial do Poder de Deus
- Igreja Semeai

### Outras religiões
- Salão do Reino das Testemunhas de Jeová